# Alfredstelznerita
L'alfredstelznerita és un mineral de la classe dels borats. Anomenada per Alfred Wilhelm Stelzner, professor de mineralogia a la Bergakademie Freiberg.

## Característiques
La alfredstelznerita és un borat de fórmula química Ca₄(H₂O)₄[B₄O₄(OH)₆]₄(H₂O)15. Cristal·litza en el sistema ortoròmbic.

## Formació i jaciments
Descrita en roques evaporítiques i en argiles riques en borat.